# Dīgha Nikāya
Le Dīgha Nikāya (Digha = long, nikaya = recueil), ou collection des longs discours (du Bouddha), est un recueil de trente-quatre suttas faisant partie du Sutta Pitaka (Corbeille des enseignements). Il est divisé en trois sections, ou vaggas.

## Les trois vaggas

### Silakkhandha Vagga
- La section relative à l'éthique (Silakkhandha vagga) contient 13 discours:

1. Le filet divin (Brahmajālasutta)
2. Les fruits de la vie contemplative (Sāmaññaphala Sutta)
3. Discours à Ambattha (Ambaṭṭha Sutta)
4. Discours à Sonadanda (Soṇadaṇḍa Sutta)
5. Discours à Kûtadanta (Kūṭadanta Sutta)
6. Discours à Mahali (Mahāli Sutta)
7. Discours à Jaliya (Jāliya Sutta)
8. Le grand cri du lion (Mahāsīhanāda sutta)
9. Discours à Potthapada (Poṭṭhapāda sutta)
10. Discours à Subha(Subha sutta)
11. Discours à Kevatta (Kevaṭṭa sutta)
12. Discours à Lohicca (Lohicca sutta)
13. Deux jeunes brâhmanes (Tevijja sutta)

### Maha Vagga
- La grande section (Maha vagga), 10 discours:

14. Un grand récit légendaire : (Mahāpadāna Sutta)
15. Causes et non soi : (Mahānidāna Sutta)
16. Les derniers jours du Bouddha : (Mahaparinibbana Sutta)
17. Le roi Mahâsudassana : (Mahâsudassana Sutta)
18. Le dieu Janavasabha : (Janavasabha Sutta)
19. Le bodhisatta Mahâgovinda : (Mahâgovinda Sutta)
20. La grande réunion : (Mahasamaya)
21. Questions de Sakka : (Sakkapañha)
22. Le grand discours des bases de l'attention : (Maha Satipatthana Sutta)
23. Le gouverneur Pâyâsi : (Pâyâsi Sutta).

### Patika Vagga
- La section de la corbeille (Patika vagga), 11 discours:

24. Discours à Pāṭika : (Pāṭika Sutta)
25. Au parc de la reine Udumbarikâ : (Udumbarika Sutta)
26. L'empereur : (Cakkavatti Sutta)
27. Discours à Agañña : (Agañña Sutta)
28. Discours à Sampasâdanîya : (Sampasâdanîya Sutta)
29. Discours à Pasâdika : (Pasâdika Sutta)
30. Discours des signes caractéristiques (Lakkhaṇa Sutta)
31. La discipline de Sigala : (Sigalovada)
32. Discours à Sutra : (Āṭānāṭiya Sutta)
33. Discours à Saṅgîti : (Saṅgīti Sutta)
34. Discours à Dasuttara : (Dasuttara Sutta)

#### Traductions
- (en) Thomas William Rhys Davids et Caroline A. F. Rhys Davids, Dialogues of the Buddha, Oxford University Press, coll. "Sacred Books of the Buddhists", n° 2, 3, 4, 1899-1921, rééd. 1965-1969.
- (en) Maurice Walshe, The Long Discourses of the Buddha: A Translation of the Digha Nikaya, Somerville: Wisdom Publications, 1987.  (ISBN 0-86171-103-3).
- Jules Bloch, Jean Filliozat, Louis Renou, Canon bouddhique pāli. Tipitaka, Adrien Maisonneuve, 1949. Trad. des trois premiers suttâ du Dîgha-nikâya, avec le texte pâli.
- Môhan Wijayaratna, Le dernier voyage du Bouddha, Éditions Lis, 1998. Traduction commentée du Mahâparinibbâna-suttâ.
- Mahâ-satipatthâna-suttam. Grand discours sur l'établissement de l'Attention. Dîgha-nikâya 22, The Corporate Body of the Buddha Educational, 2003.
- Môhan Wijayaratna, Dîgha-nikâya (Recueil des 34 longs suttas). Le premier livre du Sutta-pitaka. Traduction intégrale du pali, introduction et notes (3 tomes), Éditions Lis, 2007-2008.

#### Études
- Buddhaghosa, Sumangavilâsini. Commentary on the Dîgha-nikâya (vers 500), édi. Thomas W. Rhys Davids, Luzac, 2° éd. 1968 (non traduit).
- (en) Richard Gombrich, How Buddhism began: the conditioned genesis of the early teachings, London, The Athlone Press, 1996.
- (en) Leigh Brasington, Sutta Study Guides. Study Guide to the Digha Nikaya